# Schloss Haindlfing

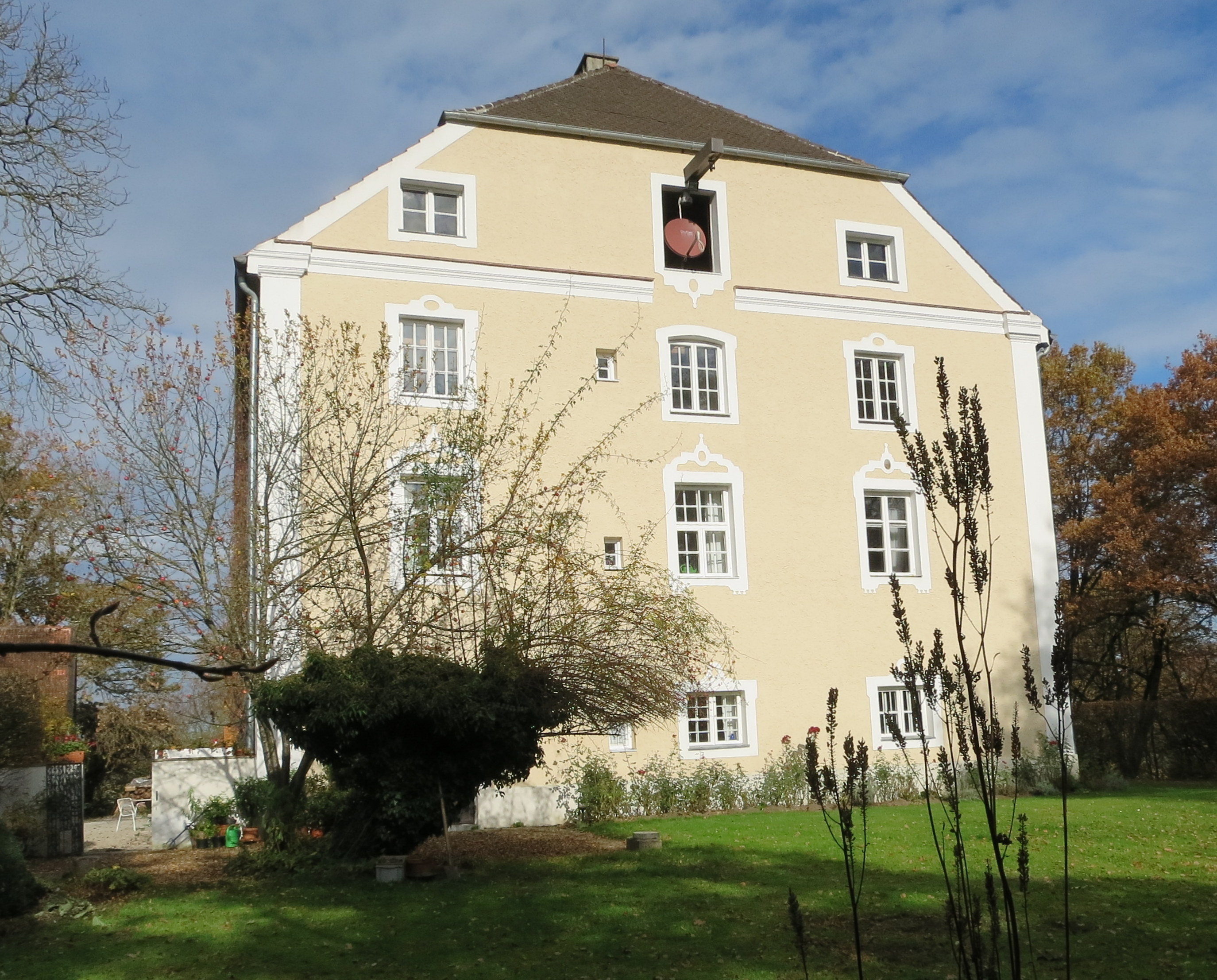
Ehemaliges Hofmarkschloss Haindlfing

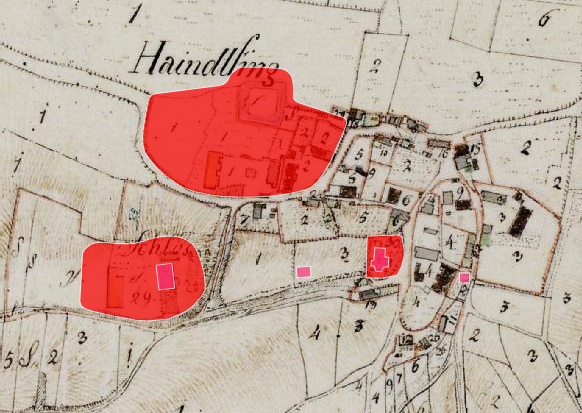
Lageplan von Schloss Haindlfing auf dem Urkataster von Bayern

Schloss Haindlfing ist ein Schloss in Haindlfing, einem Ortsteil der Stadt Freising im Landkreis Freising von Bayern. Das Schloss liegt 250 m westlich der Pfarrkirche St. Laurentius von Haindlfing.

## Geschichte
Das Hofmarkschloss war Herrensitz der Hofmark Haindlfing. In den Traditionen des Hochstifts Freising wird für das 12. Jahrhundert ein Ortsadelsgeschlecht erwähnt, die als Ministerialen im Dienst des Freisinger Bischofs standen. Haindlfing war bis 1808 Sitz einer Hofmark.

## Beschreibung
Von der damaligen Burg ist nichts erhalten. Das heutige Gebäude ist ein stattlicher Baublock mit Putzgliederung und Schopfwalm aus der Zeit um 1740.
Die Anlage ist unter der Aktennummer D-1-78-124-262 als denkmalgeschütztes Baudenkmal von Haindlfing verzeichnet. Ebenso wird sie als Bodendenkmal unter der Aktennummer D-1-7536-0158 im Bayernatlas als „untertägige frühneuzeitliche Befunde im Bereich des ehem. Hofmarkschlosses von Haindlfing und seiner Vorgängerbauten“ geführt.160 m nordöstlich befindet sich ein weiterer Burgstall, der als Bodendenkmal unter der Aktennummer D-1-7536-0265 im Bayernatlas als „Niederungsburgstall des späten Mittelalters und der frühen Neuzeit mit zugehörigem Wirtschaftshof ("Sitz Haindlfing")“ geführt wird. Dieser ist heute vollständig überbaut.